# Alaska Thunderfuck
Justin Andrew Honard, noto anche con lo pseudonimo di Alaska Thunderfuck 5000 o semplicemente Alaska (Erie, 6 marzo 1985), è un personaggio televisivo e drag queen statunitense noto per essere arrivato alla finale della quinta stagione di RuPaul's Drag Race. e per aver vinto la seconda di RuPaul's Drag Race All Stars. Nel giugno 2019, una giuria del New York l'ha inserita al settimo posto nella loro lista delle "drag queen più potenti d'America".
Justin è co-presentatore, insieme a suo fratello Corey Binney, della serie Bro'laska. Il suo primo album, Anus, è uscito nel 2015, seguito dal suo secondo album, Poundcake, uscito nel 2016. Il suo terzo album, Vagina, è uscito nel 2019. Justin inoltre fa parte de The AAA Girls, un gruppo di drag queen composto da Alaska, Willam Belli e Courtney Act.

## Biografia
Justin è cresciuto ad Erie, in Pennsylvania, e si è diplomato alla Fort LeBoeuf High School nel 2003. Ha studiato teatro all'Università di Pittsburgh.

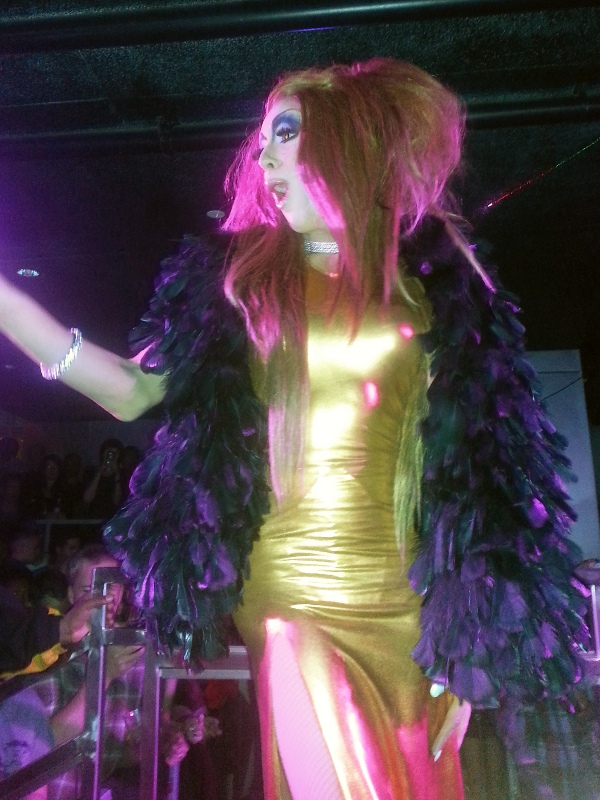
Alaska nel maggio del 2013

Inizialmente, Justin si è trasferito a Los Angeles per perseguire la sua carriera da attore. Insoddisfatto del processo con il quale si fanno le audizioni, inizia la carriera da drag e trova un lavoro in un club a West Hollywood. Solitamente faceva performance in show di Trannyshack, a Los Angeles. Nel 2009, si esibisce al Palm Springs Gay Pride insieme a Tammie Brown e a Jer Ber Bones.
Justin ha incontrato il futuro ragazzo Sharon Needles (pseudonimo di Aaron Coady) attraverso Myspace nel dicembre del 2009 e infine, nel 2010, si è trasferito di nuovo a Pittsburgh, in Pennsylvania, per vivere con lui. Insieme a Sharon e a Cherri Baum, ha formato la band Haus of Haunt, che successivamente diventerà un gruppo drag con base nel bar Blue Moon.
Alaska Thunderfuck ha partecipato alla quinta stagione di RuPaul's Drag Race, con il solo nome di Alaska. Precedentemente, aveva già fatto le audizioni per ogni stagione dello show.
Alaska ha vinto due sfide principali: quella nella quale devono creare un proprio profumo e uno spot pubblicitario per esso e una sfida di moda. In quanto concorrente, ha cantato "Can I Get an Amen?", canzone ispirata a "We Are The World". I profitti della canzone hanno aiuto un centro di Los Angeles per gay e lesbiche. Nel finale di stagione a maggio del 2013, Alaska è stata dichiarata front runner, pareggiando con Roxxxy Andrews. La vincitrice della stagione era Jinkx Monsoon.
Nell'ottobre del 2013, Alaska si è esibita come il dottor Frank N. Furter in una produzione del Woodland Theatre dello spettacolo The Rocky Horror Show a San Antonio, in Texas. Hanno partecipato al musical anche la giudice di RuPaul's Drag Race Michelle Visage e la concorrente della quarta stagione Willam Belli.
Dall'apparizione nello show, Alaska ha fatto vari tour. Una versione animata di Alaska è apparsa nel videogioco per cellulari "RuPaul Drag Race: Dragopolis 2.0". Nell'estate del 2014, ha recitato in una produzione teatrale di Sex and the City. Con il fratello Cory Binney, Justin ha una serie sponsorizzata da World of Wonder, chiamata Bro'Laska. Nel 2014, Alaska è diventata testimonial di American Appeal con Willam Belli e Courtney Act.
Alaska ha realizzato una serie di singoli, cioè "Ru Girl", "Your Makeup Is Terrible" e "Nails". Nel giugno del 2015, è uscito l'album di debutto di Alaska, Anus. Singoli dall'album includono "Hieeee" e "This Is My Hair".
Nel 2016, Alaska ha partecipato alla seconda stagione di RuPaul's Drag Race All Stars. Ha ricevuto delle critiche a causa di scelte fatte circa le eliminazioni e per il comportamento attuato verso la fine della competizione. In risposta, Alaska ha donato $5,000 all'associazione Trans Kids Purple Rainbow e ha postato un video di scuse online. Nel finale di stagione, è stata dichiarata vincitrice.
Nello stesso anno, Alaska ha pubblicato il suo secondo album con il titolo Poundcake. Sono usciti tre singoli da esso: "The T", "Stun" e "Puppet". L'album si chiama così per una "mini-challenge" di RuPaul's Drag Race, nella quale Alaska e Lineysha Sparx hanno creato una bambola ribelle chiamata Lil' Pouncake.
Alaska ha partecipato alla prima stagione della serie di VH1 Scared Famous, iniziata il 3 ottobre del 2017, e si è piazzata sesta.
Dal luglio del 2018, ha iniziato un podcast con Willam Belli. Nel podcast, intitolato "Race Chaser", si parla di ogni episodio di RuPaul's Drag Race. Alaska e Jeremy Mikush hanno fatto uscire il loro album di debutto nell'agosto del 2018, Amethyst Journey.
Nel 2019, Alaska ha pubblicato il suo terzo album intitolato Vagina. Successivamente, ha creato e presentato il Drag Queen of the Year Pageant Competition Award Contest Competition, nel Montalban Theater a Hollywood. L'evento era sold-out e comprendeva otto differenti artisti drag che competevano per la corona. Il vincitore finale, deciso da Alaska e da vari giudici, tra i quali Peppermint, Sharon Needles e Willam, era Abhora, un concorrente nella seconda stagione di The Boulet Brothers' Dragula.

## Immagine pubblica
Ha dichiarato "Sono una grandissima fan del drag per molte ragioni: prima di tutto, esserlo è estremamente un'importante forma per esprimere l'arte. Il drag usa l'umorismo per trasmettere un messaggio, e, poiché l'umorismo tende ad essere non considerato in quanto valido modo per comunicare attraverso l'arte, il drag tende ad essere classificato come qualcosa di minore, quando tu pensi ad esso in confronto a ciò che vedi in un museo. Non riesco ad immaginare quasi nulla di più artistico di un immenso museo pieno di drag queen, ma forse sono solo io".
Ha citato Gianni Versace, Lady Gaga e Marc Jacobs in quanto sue influenze della moda. Thought Catalog ha descritto il suo stile come un "rischio" e "creativo", con "strane scelte"; Yahoo! ha definito il suo look ispirato a Lil Poundcake "un incubo rosa" e "ridicolosamente pazzo", e ha detto che "il mondo del drag e della musica sicuramente starebbero in silenzio senza la signorina Thunderfuck".
Il nome d'arte di Justin deriva da Alaskan Thunderfuck, una varietà di cannabis. Alaska conta su Divine e Marilyn Monroe in quanto suoi idoli.

## Vita privata
Justin è stato fidanzato con la drag queen Sharon Needles per quattro anni, prima di separarsi nel dicembre del 2013, tuttavia sono rimasti in buoni rapporti.

## Filmografia
- L'uragano Bianca 2: dalla Russia con odio (Hurricane Bianca: From Russia with Hate), regia di Matt Kugelman (2018)
- L'ultimo Sharknado - Era ora! (The Last Sharknado: It's About Time), regia di Anthony C. Ferrante (2018)